# Château de Culcreuch
Le château de Culcreuch (en anglais Culcreuch Castle) est un château écossais proche du village de Fintry, près du Loch Lomond. Il fut la demeure des barons de Culcreuch à partir de 1699, puis fut transformé en hôtel et attraction touristique dans les années 1980.

## Histoire
Le château de Culcreuch fut bâti en 1296 par Maurice Galbraith. Il fut le siège du Clan Galbraith (en) de 1320 à 1624, lorsqu'il fut vendu à un cousin, Alexander Seton of Gargunnock, afin de régler une dette financière. En 1632, il fut acheté par Robert Napier, jeune fils du mathématicien et 8e Laird de Merchiston (en), John Napier. La famille Napier resta en possession du domaine durant cinq générations. Le château fut utilisé comme garnison par les troupes d'Oliver Cromwell en 1654. En 1796, le château fut vendu à Alexander Spiers de Glasgow, qui bâtit une filature de coton et une distillerie à Fintry. Il fut une nouvelle fois vendu en 1890, cette fois à J.C. Dunwaters, puis en 1901 à Walter Menzies. À la fin des années 1970, il passa aux mains d'Hercules Robinson, dernier descendant de cette branche de la famille Menzies. Il fut vendu à Arthur Haslam en 1984, qui exploita le château en tant qu'hôtel. En 2007, le titre de propriété fut transféré à une société faîtière de Los Angeles, et la propriété est actuellement gérée par Robert Reynolds.

## Architecture
Culcreuch est une maison-tour rectangulaire, avec trois étages et un grenier surmontés d'un parapet et d'un toit d'ardoises. Les extensions nord et est furent bâties par les Napiers après 1721 et sont assorties à la tour originelle.

## Fantômes
Le château de Culcreuch a la réputation d'être hanté par un certain nombre de fantômes, dont celui d'un harpiste.